# Sprewanen
Die Sprewanen waren ein slawischer Stamm, der im Bereich des heutigen Berlin siedelte.

## Geschichte
Die Sprewanen erreichten im Zuge der Völkerwanderung im 7. Jahrhundert den Berliner Raum und errichteten im dünn besiedelten Gebiet beiderseits der Spree Siedlungen. Sie wohnten auf dem Barnim und dem Ostteltow. Hauptansiedlung und Machtzentrum der Sprewanen wurden aber die Hauptburg und Siedlung an der späteren Köpenicker Schlossinsel, Copnic,  am Zusammenfluss von Spree und Dahme. Sie lebten mit den verbliebenen Resten der germanischen Bevölkerung gemeinschaftlich zusammen. Die Germanen gingen schließlich im slawischen Teil der Bevölkerung auf.
Außer den Sprewanen gab es im Berliner Raum die Heveller, auch Stodoranen genannt. Sie siedelten im Westen mit dem Havelland als Zentrum; ihr Hauptort war die spätere Stadt Brandenburg an der Havel.
Während die gut erhaltene Heveller-Burg in Spandau viele offene Fragen der historischen und archäologischen Forschung beantworten konnte, war dies in Köpenick nicht gegeben. Im Rahmen intensiver Grabungen nach dem Zweiten Weltkrieg gelang es aber immerhin, die spätslawische Befestigung des münzenprägenden Sprewanenfürsten Jaxa zu entdecken.
Heveller und Sprewanen sind den Wilzen zuzurechnen und gehörten zu keiner staatenbildenden Gemeinschaft. Es existierten vielmehr mehrere Kleinstämme, die wahrscheinlich von Adelssitzen aus regiert wurden, die ursprünglich Fluchtburgen gewesen waren. Zu den Wilzen zählten außerdem die Ukranen in der Uckermark, die Redarier und die Circipanen im östlichen Mecklenburg sowie die Tollenser an der Tollense.